# Kulikowski (herb szlachecki)

Herb

Kulikowski – herb szlachecki.

## Opis herbu
Na tarczy ściętej, w polu górnym czerwonym – srebrnego półtora krzyża; w dolnym błękitnym, nad rogami złotego półksiężyca dwie gwiazdy sześcioramienne złote. W klejnocie ramię zbrojne z mieczem.

## Najwcześniejsze wzmianki
Nadany 1676.

## Herbowni
Kulikowscy